# Circuit de la Sarthe
Het Circuit de la Sarthe, in de buurt van Le Mans, Frankrijk, is een semipermanent circuit dat het best bekend is als de locatie voor de 24 uur van Le Mans, een endurancewedstrijd die sinds 1923 jaarlijks gehouden wordt. Het circuit maakt gebruik van de lokale wegen en is in zijn huidige configuratie 13,626 km lang, waardoor het een van de langste circuits in de wereld is.
In het circuit is een kleiner circuit aangelegd dat de naam Circuit Bugatti kreeg en dat een deel gelijk loopt met het grote circuit. Op dit 4,18 km lange circuit werd in 1967 eenmalig een grand prix Formule 1 gehouden die gewonnen werd door Jack Brabham. Momenteel worden er op het circuit races gehouden uit onder meer de MotoGP en de World Series by Renault. Ook de motorversie van de 24 van Le Mans, de 24 uur van Le Mans Moto, vindt op dit circuit plaats.
Op het circuit gebeurde een van de grootste rampen uit de geschiedenis van de autosport. Tijdens de 24 uur van Le Mans in 1955 werd na een aanrijding de wagen van Pierre Levegh in het publiek gekatapulteerd. De rijder en tweeëntachtig toeschouwers kwamen om het leven.

## Galerij

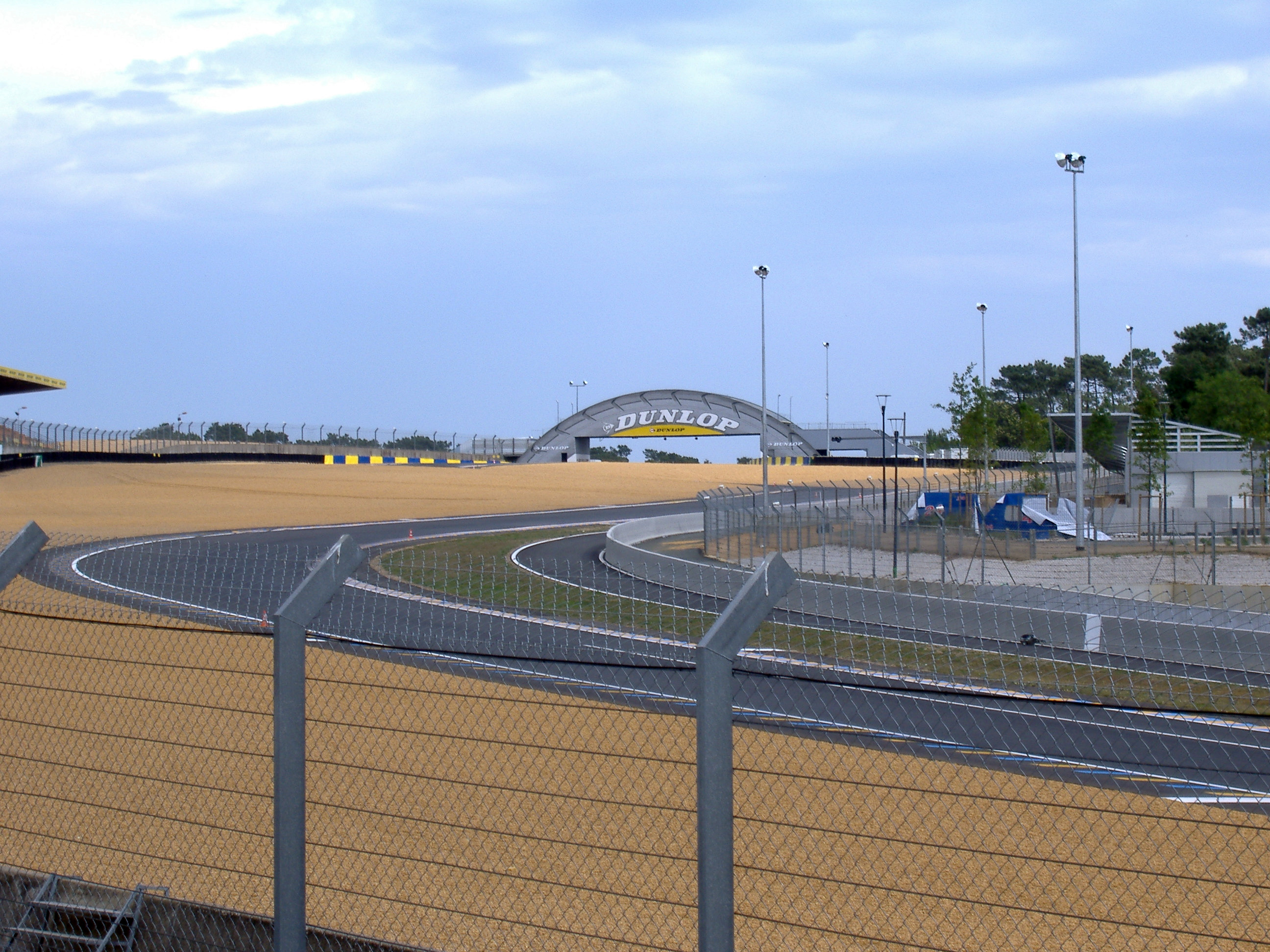
Dunlop-bocht.
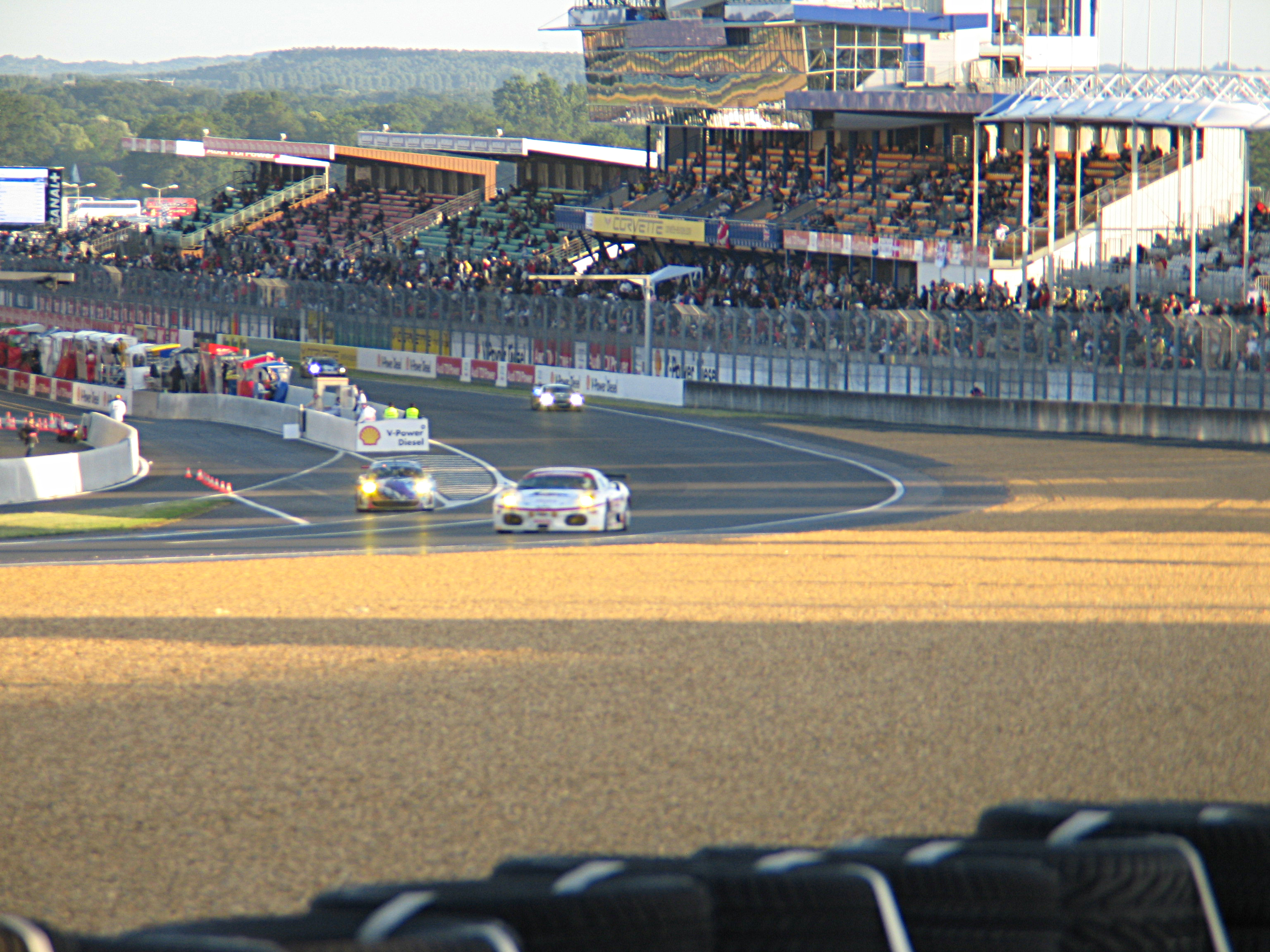
Dunlop-bocht.
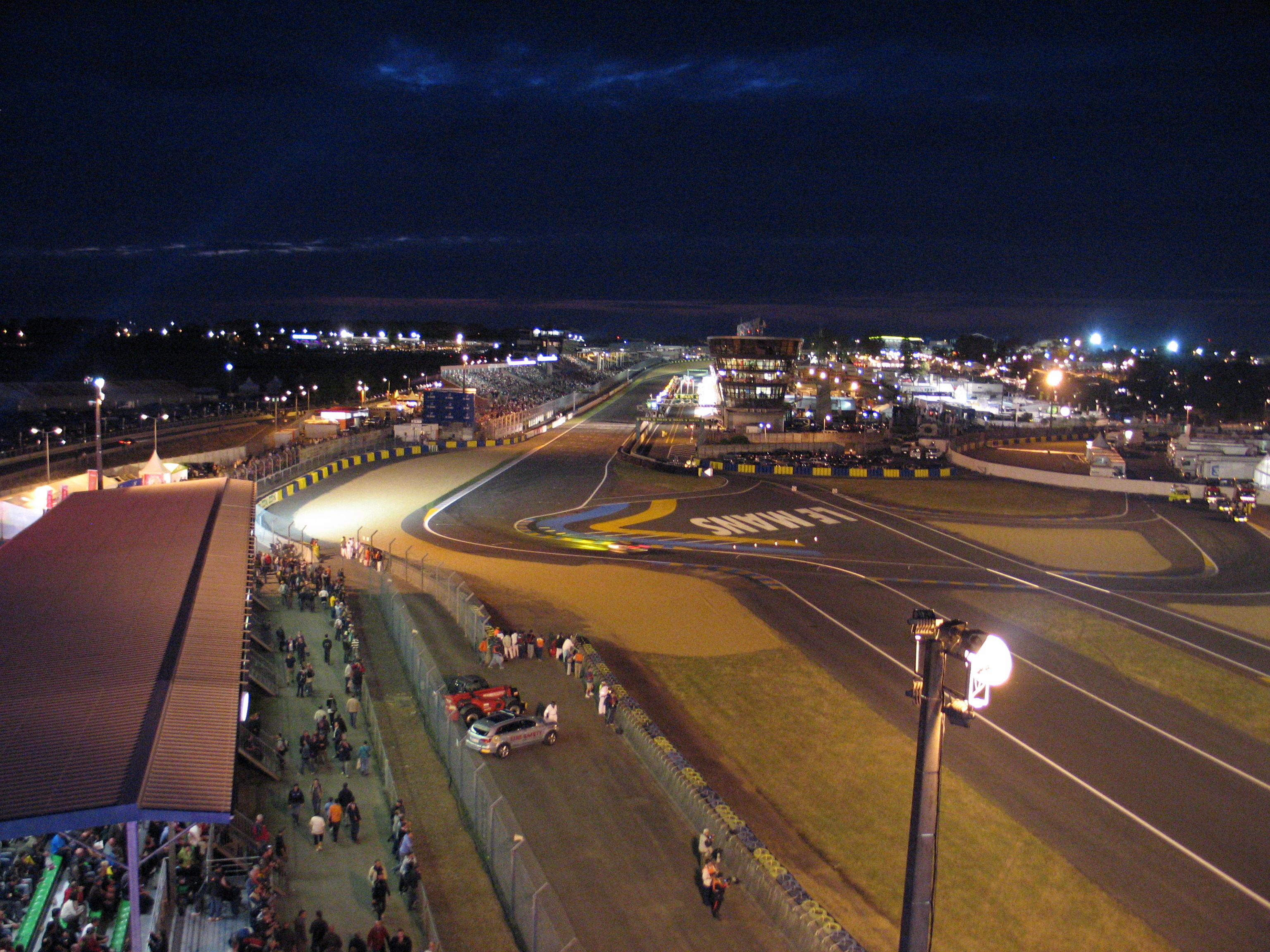
Het circuit bij nacht.

- Virtual International Authority File: 9424153289947632770001